# Conexão (minissérie)
Conexão é uma série de televisão luso-galega exibida em 2009 pela TVG e em 2011 pela RTP1 e produzida pela Continental Producciones, pela Prodigius Audiovisual e pela Stopline Films.

## Sinopse
A série relata histórias de narcotráfico entre o Norte de Portugal e a Galiza, numa combinação da realidade com a ficção.

## Elenco
| Ator/Atriz        | Personagem         |
| ----------------- | ------------------ |
| Ivo Canelas       | Miguel Ângelo      |
| Francesc Garrido  |                    |
| Mela Casal        |                    |
| Cristovão Campos  | Nelson             |
| António Cordeiro  | Mestre Mário David |
| Joaquim Nicolau   | Humberto           |
| Monti Castiñeiras | Juan Alberro       |
| Xabier Deive      | Toni Alberro       |
| Muriel Sánchez    | Maria              |
| Ariadna Cabrol    |                    |
| Paco Hidalgo      | Nestor             |
| Aldo Lima         | José Romão         |
| Susana Arrais     | Alexandra Gomes    |
| Almeno Gonçalves  | Rafael Marques     |
| Marc Martínez     | Felipe Echevarría  |
| Mariana Monteiro  | Sara               |
| Maria d'Aires     | Rosa               |
| Orlando Costa     |                    |
| José Eduardo      |                    |
| João Maria Pinto  | Teotónio           |
| Mabel Rivera      |                    |
| Sílvia Rizzo      | Professora         |
| Tiago Aldeia      | João               |
| Óscar Branco      | Pescador           |
| Rui Cardoso       |                    |
| Sergi Cervera     |                    |
| Figueira Cid      | Guarda Porto       |
| Júlio Martin      | Policia 2          |
| José Mata         | Mané               |
| Miguel Melo       | Dealer             |
| Pepo Suevos       | Francisco          |
| Adelino Tavares   | Pescador           |
| Pedro Varela      | Andres Martinez    |

### Elenco adicional
- Carlos Santos
- Ernesto Chao
- António Aldeia - Gomes
- Anabela Brígida - Empregada Alvarez
- Jorge Chança - Bandido Galego
- Maria do Mar - Rapariga
- Pedro Efe - Pescador
- Armanda Esperança
- Ricardo Ferreira - Capanga
- Rita Frazão - Empregada
- Sérgio Grilo - Inspector PJ
- Maria Hernâni - Cozinheira
- António Pedro Lima - Amigo 1
- Carlos Marques - Quim
- José Mora Ramos - Guarda
- José Neto - Médico
- Nuno Nunes - Rapaz
- Marco Paiva - Acompanhante Motorista
- Carlos Pimenta - Tenente GNR
- Augusto Portela - Agente SEF
- Daniel Rosa - Waiter
- Eduardo Viana - Guarda PJ
- Rogério Rosa - Drug Addict

## Episódios
| # | Título          | Estreia             |
| - | --------------- | ------------------- |
| 1 | "Episódio n.º1" | 19 de março de 2011 |
| 2 | "Episódio n.º2" | 20 de março de 2011 |